# Maja Bååth
Elin Maria (Maja) Bååth, född 19 december 1883 på Bröddarp i Västra Ingelstad, Skåne, död 31 maj 1984 i Lund, var en svensk konstnär och teckningslärare.
Hon var dotter till lantbrukaren Truls Hansson Bååth och Anna Erlandsdotter. Bååth studerade vid Högre konstindustriella skolan i Stockholm 1902–1906 och under studieresor till bland annat Tyskland, Italien, Nederländerna, Frankrike och Belgien. Separat ställde hon ut i Helsingborg 1942 och hon medverkade i samlingsutställningar med Skånes konstförening sedan 1945 och med Konstnärsgillet i Lund samt Konstföreningen för Trelleborg och Söderslätt. Hennes konst består av blomsterstilleben och landskapsmålningar i olja eller akvarell. Hon var under mer än 40 år lärare vid Rostads Folkskoleseminarium. Bååth är representerad vid Smålands museum och Kalmar läns museum. Maja Bååth är begravd på Glostorps kyrkogård.

### Fotnoter
1. ↑  Andreas Beyer & Bénédicte Savoy (red.), Artists of the World Online, K.G. Saur Verlag och Walter de Gruyter, 2009, 10.1515/AKL, Artists of the World konstnärs-ID: 10099287.[källa från Wikidata]
2. ↑  ”Kalmar konstmuseum”. Arkiverad från originalet den 1 december 2017. https://web.archive.org/web/20171201182641/http://konstdatabas.designarkivet.se/index.php/Detail/Object/Show/object_id/55. Läst 1 december 2017.
3. ↑  SvenskaGravar